# Марсель Даліо
Марсе́ль Даліо́ (фр. Marcel Dalio, справжнє ім'я — Ізраїль Мойше Блаушильд (Israel Moshe Blauschild); 23 листопада 1899, Париж, Франція — 18 листопада 1983, там же) — французький актор. Грав переважно ролі другого плану, проте в 1930-і роки був серед виконавців головних ролей в таких фільмах, як «Велика ілюзія» та «Правила гри» Жана Ренуара. За роки своє акторської кар'єри знявся майже у 190 кіно-, телефільмах та телесеріалах.

## Біографія
Марсель Даліо народився 17 липня 1990 року в Парижі у сім'ї румунських євреїв іммігрантів. Закінчивши Паризьку консерваторію, у 1920 роках він виступав у кабаре та на сценах мюзик-холів, що були на той час популярними у Франції.
У кіно Даліо дебютував у 1931 році. Перший великий кінематографічний успіх до актора прийшов після участі у фільмі Жульєна Дювів'є «Пепе ле Моко» (1939). Тоді ж Даліо знявся у Жана Ренуара у «Великій ілюзії» (1937) та «Правилах гри» (1939). Грав також у довоєнних фільмах Марка Аллегре, Робера Брессона, Лео Жоаннона, Роберта Сьодмака, Крістіана-Жака та ін.
Від початку окупації Франції Німеччиною Марсель Даліо, бувши євреєм за національністю, у липні 1940 року разом з дружиною Мадлен Лебо покинув країну та перебрався в Лісабон (Португалія). Через два місяці подружжя, отримавши дві візи, вирушило до Чилі. Проте, прибувши в Мехіко, вони були доправлені на берег разом з приблизно 200 іншими пасажирами, коли з'ясувалося, що куплені чилійські візи виявилися підробними. Марсель Даліо і Мадлен Лебо, ризикуючи бути депортованими, подали прохання про політичний притулок. Врешті-решт вони змогли отримати тимчасові канадські паспорти і в'їхали до США. Тим часом німецька окупаційна влада розклеїла по Парижу світлини Даліо з підписом «Типовий єврей». Усі інші члени родини Даліо загинули в нацистських концтаборах.
Голлівудську кар'єру Марсель Даліо почав у 1941-му, граючи невеликі ролі, але ніколи вже не зміг досягти такого успіху, як у Франції. Після війни він повернувся у Францію, проте в 1955 році знову поїхав у США. Знімався в декількох серіалах, зокрема грав інспектора Рено в телевізійній версії «Касабланки» 1955 року, з'являвся в ролях другого плану і епізодах у низці фільмів, у тому числі в ролі сеньйора Паравідео в комедії «Як украсти мільйон» Вільяма Вайлера. Знімався також у фільмах Говарда Гоукса, Пітера Устінова, Джона Г'юстона, Джорджа К'юкора та ін.
Марсель Даліо помер 18 листопада 1983 року в Парижі у віці 83 років. Похований на паризькому кладовищі Баньє.

## Особисте життя
У 1936 році Марсель Даліо одружився з акторкою румунського походження Жані Ольт, з якої розлучився в 1939-му. Того ж року дружився вдруге з сімнадцятирічною акторкою Мадлен Лебо.

## Вибрана фільмографія
- 1937 : Пепе ле Моко / Pépé le Moko — Л'Арбі
- 1937 : Велика ілюзія / La grande illusion — лейтенант Розенталь
- 1938 : Мальтійський будинок / La maison du Maltais — Маттео Гордіна
- 1939 : Правила гри / La Règle du jeu — Робер де ла Шене
- 1942 : Касабланка / Casablanca — Емиль, круп'є (немає в титрах)
- 1951 : Багаті, молоді та красиві / Rich, Young and Pretty — Клод Дюваль
- 1952 : Сніги Кіліманджаро / The Snows of Kilimanjaro — Еміль
- 1953 : Джентльмени віддають перевагу білявкам / Gentlemen Prefer Blondes — Магістрат
- 1960 : Зваж на всі ризики / Classe tous risques — Артур Гібелін
- 1962 : Картуш / Cartouche — Малішо
- 1966 : Як украсти мільйон / How to Steal a Million — сеньйор Паравідео
- 1973 : Пригоди рабина Якова / Les aventures de Rabbi Jacob — рабин Яків